# Маундвілл (Алабама)
Маундвілл (англ. Moundville) — місто (англ. town) в США, в округах Гейл і Таскалуса штату Алабама. Населення — 3024 особи (2020).

## Географія
Маундвілл розташований за координатами 32°59′47″ пн. ш. 87°37′38″ зх. д. / 32.99639° пн. ш. 87.62722° зх. д. (32.996488, -87.627288).  Приблизно в півмилі від Маундвілл тече річка Блек-Ворріор. Алабамська Велика Південна залізниця проходить через західну частину міста. За даними Бюро перепису населення США в 2010 році місто мало площу 12,03 км², з яких 11,88 км² — суходіл та 0,15 км² — водойми.

## Демографія
Згідно з переписом 2010 року, у місті мешкало 2427 осіб у 894 домогосподарствах у складі 652 родин. Густота населення становила 202 особи/км².  Було 1003 помешкання (83/км²).
Расовий склад населення:
| - 56,2 % — білих - 40,4 % — чорних або афроамериканців - 0,7 % — корінних американців - 0,7 % — азіатів |

До двох чи більше рас належало 1,4 %. Частка іспаномовних становила 1,8 % від усіх жителів.
За віковим діапазоном населення розподілялося таким чином: 27,7 % — особи молодші 18 років, 60,2 % — особи у віці 18—64 років, 12,1 % — особи у віці 65 років та старші. Медіана віку мешканця становила 34,7 року. На 100 осіб жіночої статі у місті припадало 92,2 чоловіків;  на 100 жінок у віці від 18 років та старших — 87,0 чоловіків також старших 18 років.
Середній дохід на одне домашнє господарство  становив 55 461 долар США (медіана — 39 719), а середній дохід на одну сім'ю — 63 451 долар (медіана — 50 775). Медіана доходів становила 42 428 доларів для чоловіків та 39 844 долари для жінок. За межею бідності перебувало 18,7 % осіб, у тому числі 15,6 % дітей у віці до 18 років та 23,6 % осіб у віці 65 років та старших.
Цивільне працевлаштоване населення становило 868 осіб. Основні галузі зайнятості: освіта, охорона здоров'я та соціальна допомога — 28,0 %, виробництво — 25,6 %, науковці, спеціалісти, менеджери — 10,1 %, роздрібна торгівля — 9,1 %.

## Історія
Спочатку поселення називалося «Карфаген» і було розташоване на північ від сучасного міста. Карфаген був заснований як місто в 1823 році законодавчим органом штату Алабама і провів свої перші вибори міського голови і ради в 1824 році. З невідомих причин, законодавчий орган в 1826 році скасував статус міста законодавчим актом. Легенда свідчить, що Девід Еліот був першою білою людиною, що оселилася в Карфагені. Були вісім магазинів, бавовноочисна фабрика, зерновий млин, великий склад і кілька салунів, а також поштове відділення. Карфаген був у першу чергу місцем, куди фермери доставляли свої товари. Диліжансний маршрут від Тускалуси до Сельми пролягав через місто.
Маундвілл виникла в 1891 році, коли містер Гріффін купив 600 акрів землі на східній стороні Алабамської Великої Південної залізниці. Він побудував перший будинок в 1891 році. У 1894 році було офіційно змінено назву з Карфагена на Маундвілл.
У 1904 році місто було практично стерте з землі, коли по ньому прокотилося торнадо.
Перша газета, «Маундвілл News», була створена в 1911 році. Пізніше назва була змінена на «Hale County News».
Інший торнадо пошкодив частину міста в 1932 році. Початкова школа була зруйнована.